# كورنيليوس كيسي
كورنيليوس كيسي (بالإنجليزية: Cornelius Casey)‏ (1929 في جمهورية أيرلندا - 17 أكتوبر 2001 في الولايات المتحدة) هو مهندس ومهندس فضاء جوي ولاعب كرة قدم أمريكي في مركز الوسط. شارك مع منتخب الولايات المتحدة لكرة القدم. أما مع النوادي، فقد لعب مع New York Americans (soccer) ‏.